# Grapsus huzardi
Grapsus huzardi is een krabbensoort uit de familie van de Grapsidae. De wetenschappelijke naam van de soort is voor het eerst geldig gepubliceerd in 1825 door Desmarest.